# Cursi
Cursi (Κούρτσε, traslitterato Cùrze in grico e in dialetto salentino) è un comune italiano di 3 765 abitanti della provincia di Lecce in Puglia.
Situato nella zona centrale della penisola salentina, è uno dei principali comuni in cui si estrae la pietra leccese.
All'inizio del XIX secolo, insieme a Sogliano Cavour, Cutrofiano, Cannole ed agli odierni comuni della Grecìa Salentina, formava parte dei Decatría Choría (τα Δεκατρία Χωρία), cioè dei tredici paesi di Terra d'Otranto che conservavano la lingua e le tradizioni greche.

## Geografia fisica

### Territorio
Il territorio comunale, che occupa una superficie di 8,18 km², è situato nella parte centrale della provincia di Lecce. Il nucleo abitativo sorge a 90 m s.l.m. e complessivamente il territorio risulta compreso fra gli 82 e i 97 m s.l.m., con un'escursione altimetrica pari a 15 metri. Il comune di Cursi si trova in una fossa delimitata dalla Serra di Montevergine e sorge su un vasto banco calcareo marnoso, in un territorio ricco di cave a cielo aperto dalle quali si estrae la pietra leccese.
Confina a nord con il comune di Castrignano de' Greci, a est con il comune di Bagnolo del Salento, a sud con il comune di Maglie, a ovest con il comune di Melpignano.
- Classificazione sismica: zona 4 (sismicità molto bassa), Ordinanza PCM n. 3274 del 20/03/2003

### Clima
Dal punto di vista meteorologico Cursi rientra nel territorio del Salento orientale che presenta un clima mediterraneo, con inverni miti ed estati caldo umide. In base alle medie di riferimento, la temperatura media del mese più freddo, gennaio, si attesta attorno ai +9 °C, mentre quella del mese più caldo, agosto, si aggira sui +24,7 °C. Le precipitazioni, frequenti in autunno ed in inverno, si attestano attorno ai 626 mm di pioggia/anno. La primavera e l'estate sono caratterizzate da lunghi periodi di siccità.
Facendo riferimento alla ventosità, i comuni del Salento orientale sono influenzati fortemente dal vento attraverso correnti fredde di origine balcanica, oppure calde di origine africana.
| Cursi                      | Mesi | Mesi | Mesi | Mesi | Mesi | Mesi | Mesi | Mesi | Mesi | Mesi | Mesi | Mesi | Stagioni | Stagioni | Stagioni | Stagioni | Anno |
| Cursi                      | Gen  | Feb  | Mar  | Apr  | Mag  | Giu  | Lug  | Ago  | Set  | Ott  | Nov  | Dic  | Inv      | Pri      | Est      | Aut      | Anno |
| -------------------------- | ---- | ---- | ---- | ---- | ---- | ---- | ---- | ---- | ---- | ---- | ---- | ---- | -------- | -------- | -------- | -------- | ---- |
| T. max. media (°C)         | 12,6 | 13,2 | 15,0 | 18,3 | 22,6 | 26,8 | 29,2 | 29,6 | 26,2 | 21,8 | 17,6 | 14,2 | 13,3     | 18,6     | 28,5     | 21,9     | 20,6 |
| T. min. media (°C)         | 5,6  | 5,8  | 7,2  | 9,5  | 13,1 | 17,0 | 19,5 | 19,9 | 17,3 | 13,7 | 9,9  | 7,1  | 6,2      | 9,9      | 18,8     | 13,6     | 12,1 |
| Precipitazioni (mm)        | 71   | 60   | 65   | 40   | 33   | 20   | 16   | 22   | 49   | 80   | 97   | 74   | 205      | 138      | 58       | 226      | 627  |
| Umidità relativa media (%) | 78,7 | 78,2 | 77,8 | 77,3 | 76,2 | 72,9 | 70,9 | 72,4 | 76,5 | 79,2 | 80,5 | 80,3 | 79,1     | 77,1     | 72,1     | 78,7     | 76,7 |

- Classificazione climatica di Cursi:[7]
  - Zona climatica: C
  - Gradi giorno: 1248

## Origini del nome
Il toponimo potrebbe derivare dal nome del centurione Marco Curzio al quale fu assegnato in compenso il territorio in cui sorse Curtium. Un'altra ipotesi farebbe derivare il toponimo dal latino diarii cursores poiché in epoca romana il centro assolse la funzione di stazione di corrieri adibiti a comunicare e trasmettere dispacci militari (i diarii cursores). La stazione in seguito conservò il nome Cursiomnium da cui col tempo seguì il volgare Cursori e infine Cursi.

## Storia
La zona fu frequentata sin da epoche remote, come attestano i menhir superstiti "Croce di Bagnolo" e "Croce delle Tagliate". Il centro vero e proprio sorse durante il periodo dell'Impero romano ed assolse la funzione di stazione per la comunicazione, mansio militaris di "corrieri", i quali trasmettevano i dispacci militari alle legioni dislocate a Lupiae e nel sud Salento. La cripta di santo Stefano attesta la presenza bizantina e poi normanna.
Durante il periodo normanno Cursi entrò a far parte del feudo della chiesa arcivescovile di Otranto fino all'arrivo degli Angioini che la divisero in tre parti. Nel corso del XIV secolo appartenne alla famiglia De Hugot e agli inizi del XVI secolo passò a Maria Quatrara, che lo ereditò da Bellisario Maramonte. Nel 1534 Cursi fu infeudato alla famiglia Bellotti, passò poi ai Brayda e nel 1610 divenne nuovamente proprietà dei Maramonte che l'anno successivo lo cedettero ai Ventura. Nel 1635 divenne possedimento di Girolamo Acquaviva, conte di Conversano. Nel 1661 il feudo fu eletto in principato ed acquisito dalla famiglia Cicinelli-Caracciolo, già duchi di Grottaglie e baroni di Neviano, che furono gli ultimi feudatari fino all'eversione della feudalità avvenuta nel 1806.

### Simboli
Lo stemma civico del comune di Cursi raffigura un corriere romano con in mano un plico di lettere, il cursor in latino, da cui si fa derivare l'etimologia del nome del paese. Il gonfalone è un drappo di azzurro.

## Monumenti e luoghi d'interesse

### Architetture religiose

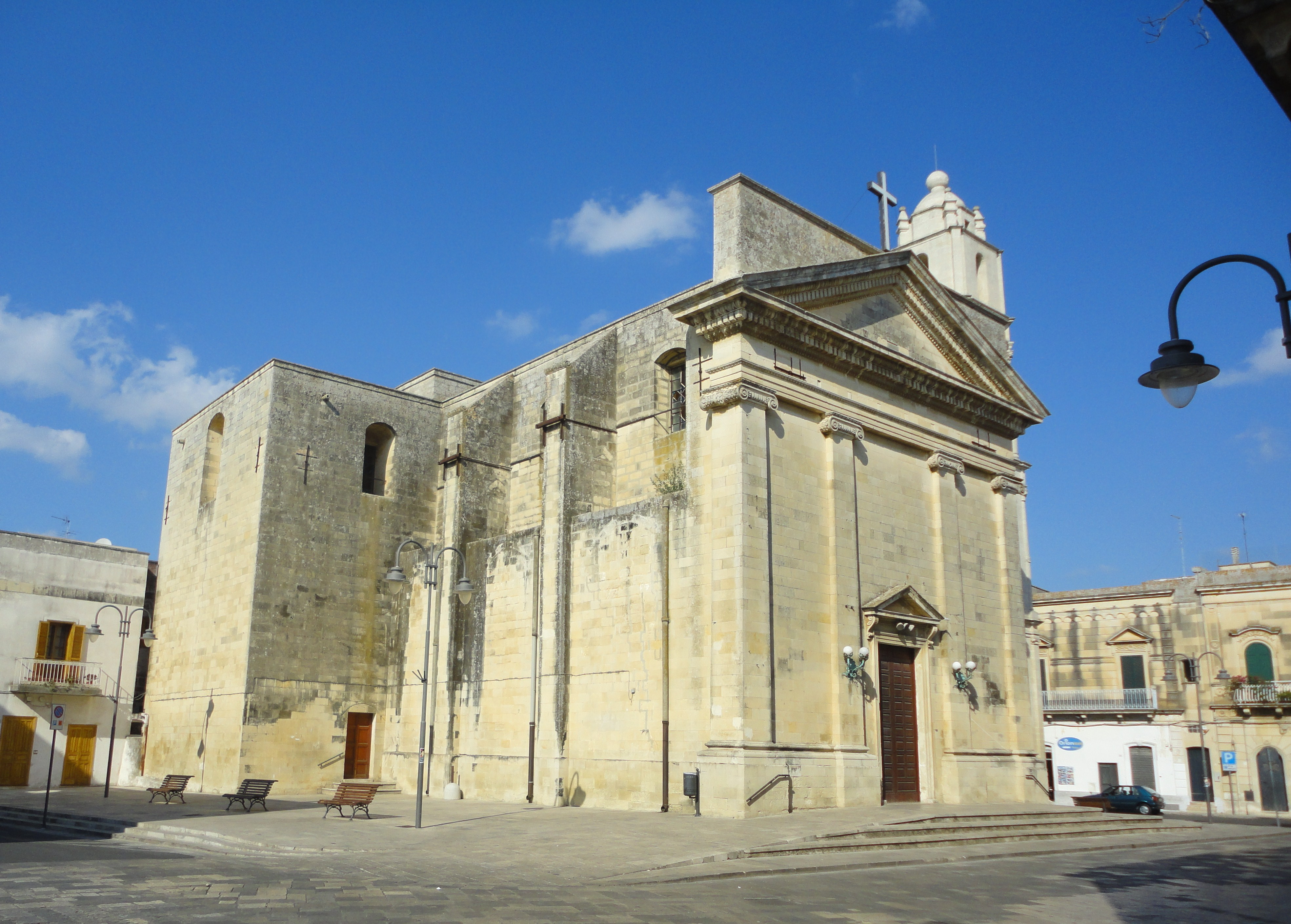
Chiesa madre

- Chiesa madre di San Nicola, fu riedificata tra il 1830 e il 1838 sulle fondamenta dell'antica chiesa parrocchiale risalente alla fine del XV secolo e restaurata sul finire del Cinquecento (1597), di cui si conserva l'abside, la cupola e il campanile rinascimentali. La facciata, in stile neoclassico, è coronata da un timpano triangolare e possiede un semplice portale d'ingresso posto tra due alte paraste ioniche. Sul lato destro della facciata si eleva il campanile a pianta quadrata, alto 27 metri. Diviso in quattro ripiani, scanditi agli angoli da colonne sulle quali sporgono ghirlande e capitelli istoriati con motivi floreali, termina con una cupoletta a base ottagonale. L'interno, a croce latina coperta da una volta a spigolo, conserva alcuni altari dei quali risaltano per importanza artistica quelli dedicati a san Nicola, con tela del 1616e alla Madonna dell'Abbondanza, entrambi nel braccio del transetto, e quello del Sacro Cuore, realizzato nell'aprile 1839 dal parroco don Vincenzo Maria Leggio. Di rilievo è la statua in legno d'ulivo di san Nicola, di fattura veneziana.

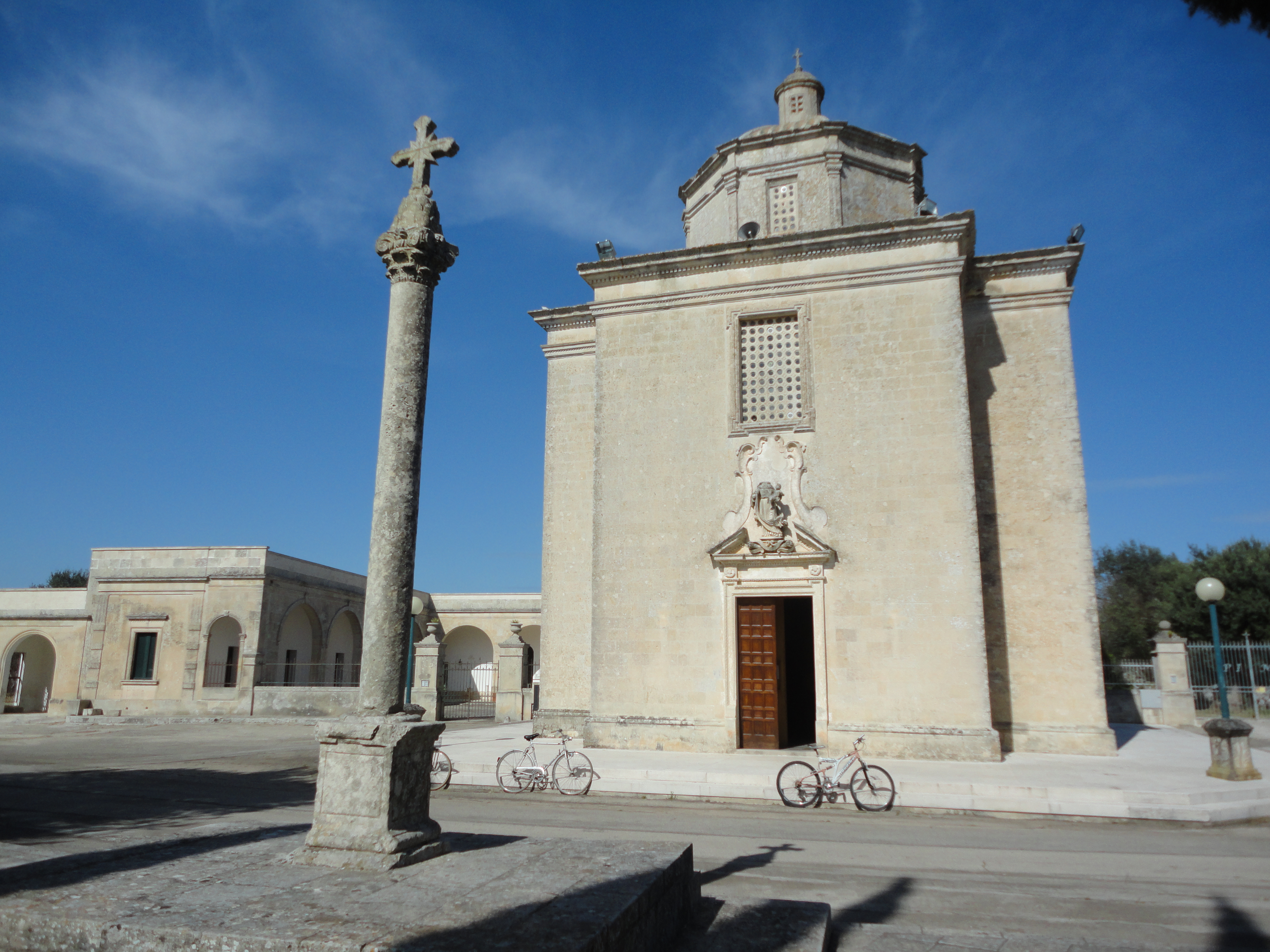
Santuario Madonna dell'Abbondanza

- Santuario della Madonna dell'Abbondanza, posto fuori dal centro urbano, sorge sul sito di una piccola cappella votiva del XVI secolo dedicata a Santa Maria del Melìto, antico nome della zona. Fu realizzato intorno alla metà del XVII secolo in seguito a un evento prodigioso legato a un lungo periodo di siccità che investì il territorio di Cursi. Fu parzialmente ricostruito dopo il 1708, anno in cui fu semidistrutto a causa di un incendio provocato da un fulmine[9]. L'edificio è a pianta a croce greca sormontata da una cupola con tamburo ottagonale. Nel tamburo sono visibili le immagini dipinte dei quattro evangelisti che si alternano alle ampie finestre verticali. L'interno è arricchito da elaborati stucchi settecenteschi e da dipinti di Franco Verri, racchiusi in grandi medaglioni ovali e raffiguranti alcuni momenti della vita della Vergine, che sostituiscono gli originali trafugati del pittore leccese Oronzo Tiso. L'altare maggiore, realizzato nel 1650 in marmo e stucchi dal copertinese Giovanni Donato Chiarello, custodisce un affresco quattrocentesco della Vergine col Bambino.

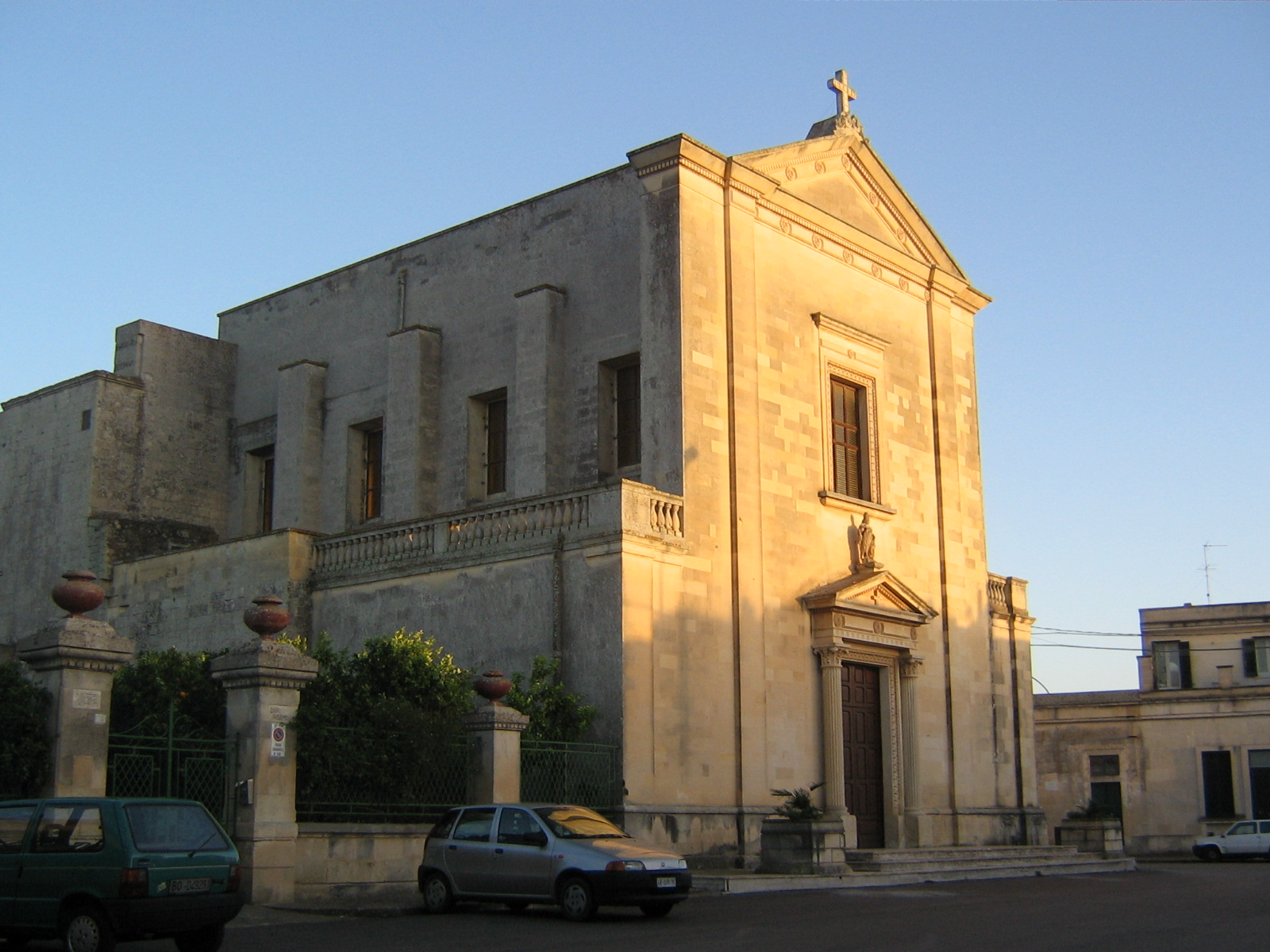
Chiesa degli Agostiniani

- Chiesa e convento degli Agostiniani, la fondazione del convento avvenne intorno al XV secolo sotto il titolo di san Rocco. Successivamente, nel 1580 il monastero passò sotto il titolo di sant'Antonio Abate e nel 1663 fu ristrutturato. Venne soppresso nel 1809 a causa delle leggi volute da Gioacchino Murat e nel 1863, acquistato da privati, fu convertito a civile abitazione, destinazione tuttora in uso[10]. La chiesa, risalente alla metà del XVII secolo, fu in parte ricostruita nel 1950 in seguito al crollo del tetto, della facciata e di due cappelle laterali. La facciata è realizzata in conci di pietra leccese e termina con un timpano triangolare. Gli unici elementi decorativi sono nei fregi del finestrone e del portale, il cui timpano è sormontato da una statua lapidea di sant'Agostino. L'interno, con pianta a navata unica, è scandito da brevi cappelle laterali ospitanti altari barocchi. L'altare maggiore fu edificato nel 1663 da Placido Buffelli ed è decorato con le statue di sant'Agostino, santa Lucia, sant'Eligio e san Vito.
- Chiesa di Santa Lucia. Si presenta con la facciata cuspidata sormontata da una croce lapidea raggiata e da due pinnacoli monchi alle estremità con un campanile a vela posto sul retro. Due poderosi contrafforti ottocenteschi, ostruiscono parzialmente la visione della facciata e sono sormontati, rispettivamente, da due sculture lapidee raffiguranti, a sinistra, S. Giovanni Battista e, a destra, un Santo Domenicano (forse S. Domenico). Di queste due sculture non si conosce la provenienza ma potrebbero essere state recuperata dalla distruzione di chiese più antiche (per esempio quella di san Giovanni), oggi scomparse. L'accesso è costituito da un'unica porta sormontata da una finestra rettangolare in asse mentre l'interno, con un unico altare raffigurante la Titolare, di probabile autore salentino e scarsamente leggibile, è voltato alla leccese a spigolo.
- Cripta di Santo Stefano, testimonianza della presenza dei monaci basiliani nel Salento, fu scoperta nel 1955. Non si conosce con certezza a quale Santo fosse dedicata; secondo la tradizione a santo Stefano o a san Giorgio ma con molta probabilità a san Pietro in quanto nell'ipogeo è raffigurato due volte. Databile all'XI-XIII secolo, presenta una pianta a forma circolare ellittica articolata in due navate da un pilastro centrale e si estende per una superficie di circa 23 m². È interamente scavata in un banco di roccia calcarenitica (tufo) a volta piatta e misura 9,86 m di lunghezza, 5,19 m di larghezza e 2 m di altezza. L'ingresso originario era garantito da una scalinata tuttora visibile che termina sotto un arco a volta in cui sono scolpite diverse croci greche. La navata sinistra possiede un altare a credenza, per la deposizione delle offerte. La cripta presenta un ciclo di affreschi del XII-XIII secolo raffiguranti un Cristo Pantocratore e una teoria di Santi, tra i quali si distinguono le figure di santo Stefano, san Giorgio, san Pietro e san Teodoro di Amasea[11].

### Architetture civili

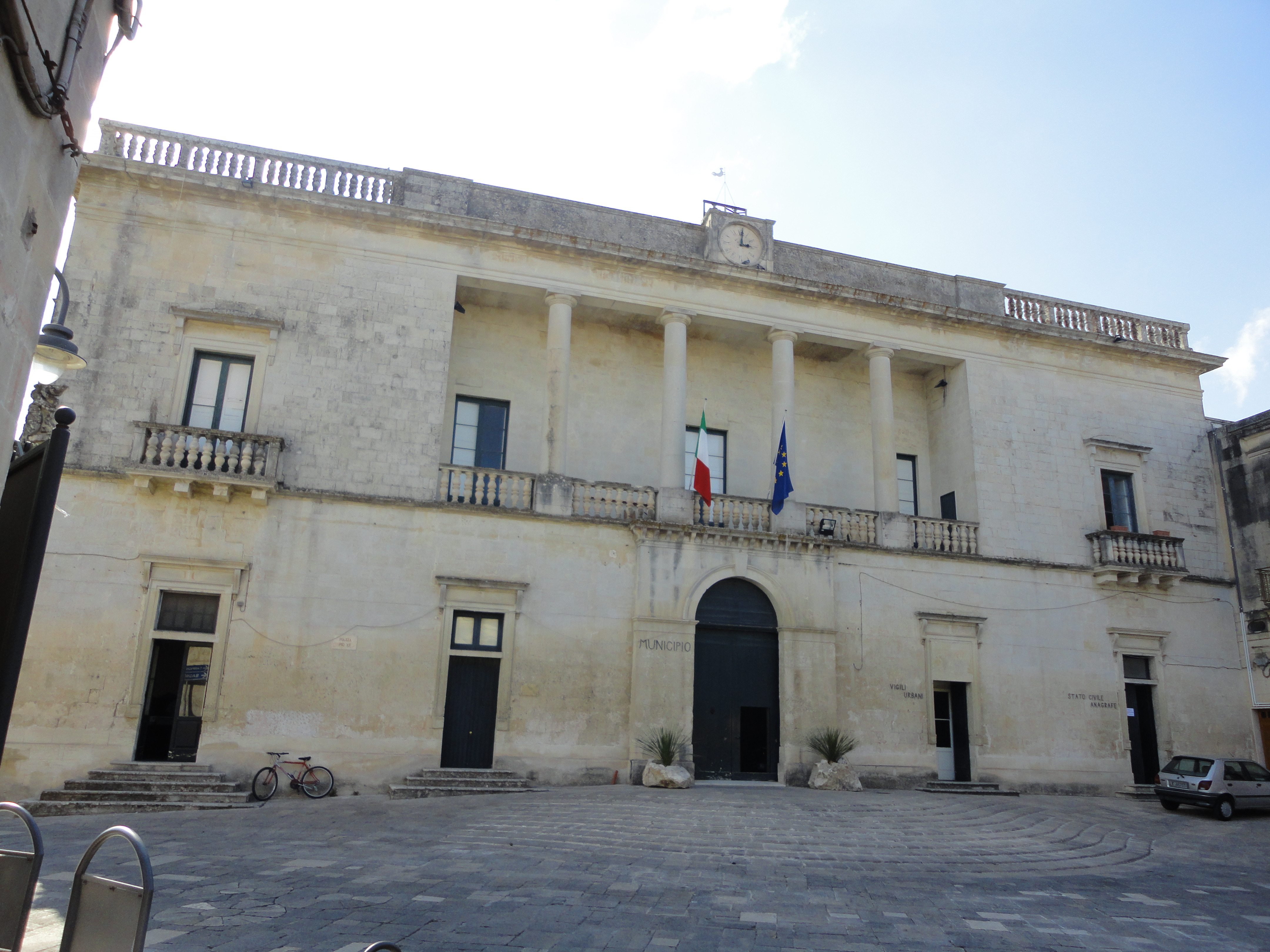
Palazzo feudale

- Palazzo feudale, fu edificato nella seconda metà del XV secolo dal barone Filippo Antonio Maramonte. Fu realizzato come semplice dimora del signore e non ebbe mai la fisionomia di struttura fortificata.[12] L'edificio si articola su due piani e occupa circa 685 m² di superficie. Nel corso dei secoli ha subito numerose modifiche architettoniche intraprese dalle varie famiglie che lo abitarono. La facciata presenta una loggia a quattro colonne con capitelli dorici alternate alle colonnine della balaustra e termina con un orologio centrale. Nello spigolo destro del palazzo è incassata una colonna con capitello corinzio sul quale risalta la scritta "Fides et Virtus" e lo stemma dei Maramonte scolpito insieme ai simboli araldici delle famiglie con essi imparentate. La struttura originaria è ancora visibile nell'ingresso a piano terra e in alcune stanze e saloni voltati del primo piano. Nel 1884, durante uno scavo nel giardino, fu rinvenuto un pentolino di terracotta contenente monete d'oro che datavano dal 1388 al 1550.

### Siti archeologici

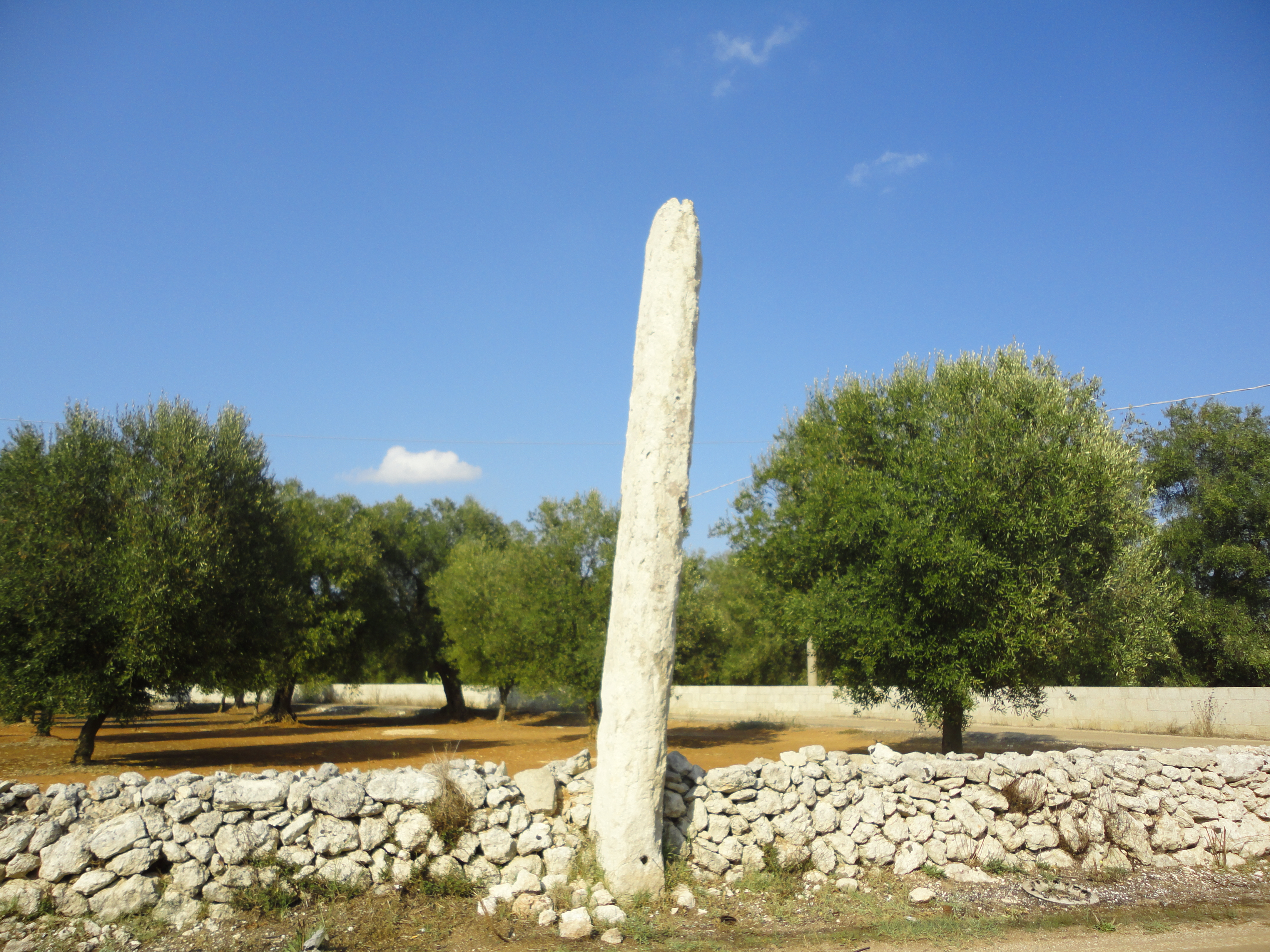
Menhir Croce di Bagnolo

- Menhir Croce di Bagnolo, è situato a metà della strada provinciale che da Bagnolo del Salento conduce a Cursi. Alto 4,60 m, presenta gli angoli arrotondati e scheggiati e alla base misura 48 x 31 cm. Le facce più larghe sono orientate sull'asse est-ovest.
- Menhir Croce delle Tagliate, si presenta incastrato nel muro di cinta di un campo denominato Croce. Si tratta di un tenero blocco di calcare argilloso distaccato dai banchi circostanti. Ha facce ben spianate con spigoli arrotondati e reca una croce scolpita sulla faccia volta ad Occidente. La sua altezza è di 3,30 m mentre le facce hanno una lunghezza di 0,33 x 0,20 m.

## Società

### Evoluzione demografica
Negli ultimi cento anni, la popolazione residente è aumentata del 150 % rispetto all'anno 1911 .
Abitanti censiti

### Etnie e minoranze straniere
Al 31 dicembre 2020 nel comune sono presenti 83 cittadini stranieri. La nazionalità più rappresentata è quella rumena con 13 residenti.

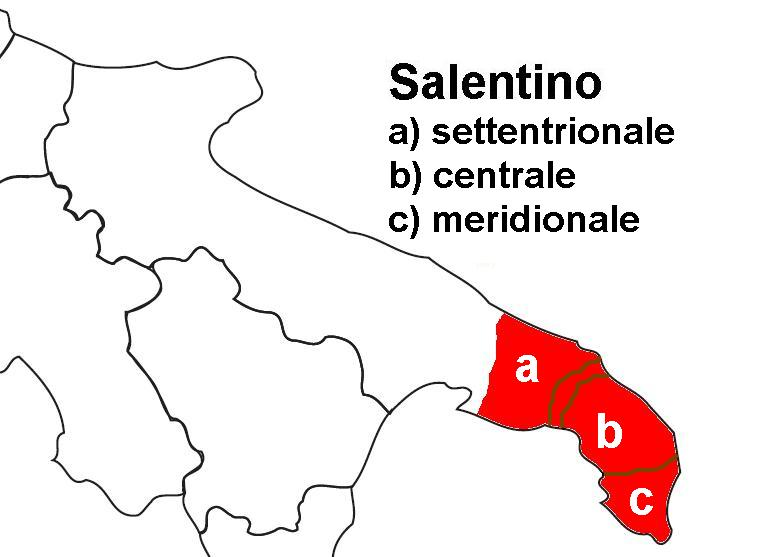
Diffusione del dialetto salentino

### Lingua e dialetti
Il dialetto parlato a Cursi è il dialetto salentino nella sua variante centrale che corrisponde al dialetto leccese. Il dialetto salentino, appartenente alla famiglia delle lingue romanze e classificato nel gruppo meridionale estremo, si presenta carico di influenze riconducibili alle dominazioni e ai popoli stabilitisi in questi territori nei secoli: messapi, greci, romani, bizantini, longobardi, normanni, albanesi, francesi, spagnoli.

## Cultura

### Istruzione

#### Biblioteche
- Biblioteca comunale

#### Scuole
Nel comune di Cursi hanno sede una Scuola dell'infanzia, una Scuola primaria e una scuola secondaria di primo grado, facenti parte del locale Istituto Comprensivo Statale. Esiste inoltre una Scuola dell'Infanzia Paritaria gestita dalle Suore di Carità dell'Immacolata Concezione d'Ivrea.

#### Musei
- Ecomuseo della pietra leccese.[16] Si tratta di un museo che ha come sfondo le cave di pietra calcarenitica (tufo) ormai dismesse e gli itinerari naturalistici della campagna attorno a Cursi.

### Eventi
- Festa di San Nicola Vescovo, patrono di Cursi, penultimo sabato di maggio
- Festa della Madonna dell'Abbondanza, seconda domenica di luglio ed il lunedì successivo
- Sagra del Pane, quarta domenica di luglio -  Santuario Maria SS. dell'Abbondanza

## Economia
L'economia di Cursi è da secoli strettamente connessa all'attività dell'estrazione della pietra leccese, tanto da essere uno dei pochi centri del Salento a caratterizzarsi per un'economia industriale prima che agricola. Cursi è considerato il più importante bacino estrattivo della penisola salentina. Insistono infatti sul territorio comunale numerose cave tuttora attive. Importante è anche il settore agricolo, con la produzione di frumento, olio, ortaggi e vino, e l'artigianato.

## Infrastrutture e trasporti

### Strade
I collegamenti stradali che interessano il comune sono:
- Strada statale 16 Adriatica;
- Strada Provinciale 37, Maglie-Cursi-Melpignano;
- Strada Provinciale 38, Cursi-Bagnolo del Salento;
- Strada Provinciale 212, Cursi-Carpignano Salentino.

## Amministrazione
Di seguito è presentata una tabella relativa alle amministrazioni che si sono succedute in questo comune.
| Periodo        | Periodo        | Primo cittadino  | Partito                        | Carica  | Note   |
| -------------- | -------------- | ---------------- | ------------------------------ | ------- | ------ |
| 18 luglio 1985 | 8 giugno 1990  | Luigi Marrocco   | Democrazia Cristiana           | Sindaco | [ 17 ] |
| 8 giugno 1990  | 24 aprile 1995 | Giovanni Sticchi | Partito Socialista Italiano    | Sindaco | [ 17 ] |
| 24 aprile 1995 | 14 giugno 1999 | Luigi De Luca    | centro-sinistra                | Sindaco | [ 17 ] |
| 14 giugno 1999 | 14 giugno 2004 | Luigi De Luca    | centro-sinistra                | Sindaco | [ 17 ] |
| 15 giugno 2004 | 8 giugno 2009  | Edoardo Santoro  | centro-sinistra                | Sindaco | [ 17 ] |
| 8 giugno 2009  | 26 maggio 2014 | Edoardo Santoro  | lista civica                   | Sindaco | [ 17 ] |
| 26 maggio 2014 | in carica      | Antonio Melcore  | lista civica Insieme per Cursi | Sindaco | [ 17 ] |

### Altre informazioni amministrative
Il comune fa parte dell'Unione dei comuni Entroterra idruntino .